# Ford-Aktion

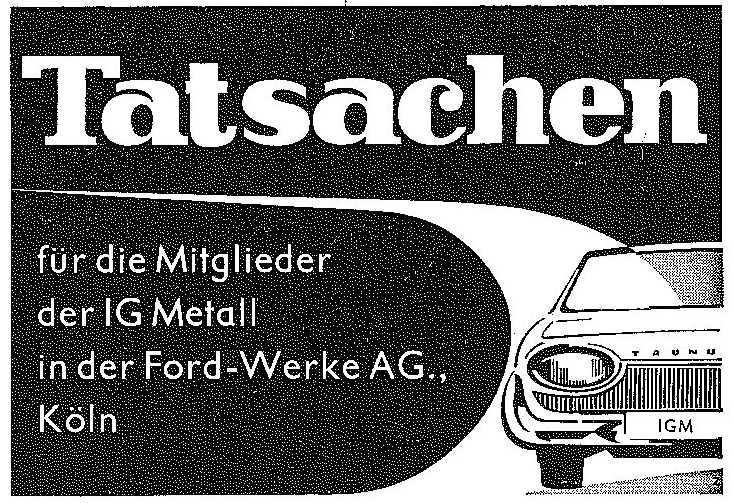
Zeitungskopf der Betriebszeitung Tatsachen der Ford-Werke AG, Köln. Ausgabe 24 aus dem Jahr 1964. Erscheinungsmonat wahrscheinlich Juni 1964.
Abgelegt im Archiv der sozialen Demokratie (Bonn), Signatur 5/IGMA45420228 (Nachlass Alois Wöhrle)

Die Ford-Aktion war eine Kampagne der IG Metall zur Gewinnung von Mitgliedern innerhalb der Belegschaft der Ford-Werke Köln in den Jahren von 1960 bis 1966. Hans Matthöfer, damals Bildungsexperte dieser Gewerkschaft, war bis August 1964 der Spiritus Rector dieser Aktion, die aus seiner Sicht nicht nur den gewerkschaftlichen Organisationsgrad bei Ford erhöhen, sondern auch Impulsgeber für eine betriebsnahe Gewerkschaftspolitik sein sollte. In die Aktion band er gezielt junge Soziologen und Mitglieder des Sozialistischen Deutschen Studentenbundes (SDS) ein. Sie scheiterte an der Reaktion des Ford-Managements und an innergewerkschaftlichen Widersprüchen.

## Vorgeschichte

### Ausgangssituation bei Ford
Nur fünf Prozent der Arbeiter und zwei Prozent der Angestellten bei Ford in Köln-Niehl waren 1960 Mitglieder der IG Metall. Aufgrund dieses außerordentlich schwachen Organisationsgrades galt Ford in der Gewerkschaft als „Krebsschaden für die Gewerkschaftsbewegung im Kölner Raum“, denn die Belegschaft – Ford beschäftigte damals rund 20.000 Personen – war hier im Vergleich mit anderen großen Unternehmen der westdeutschen Metallindustrie am schlechtesten organisiert.
Ford war kein Mitglied im zuständigen Arbeitgeberverband, darum galten hier keine Flächentarifverträge. Löhne und Arbeitsbedingungen wurden zwischen der Geschäftsleitung und dem Ford-Betriebsrat in Betriebsvereinbarungen fixiert. Im Vergleich zu Tariflöhnen zahlte Ford deutlich mehr, diese positive Lohndrift war rechtlich jedoch schwächer abgesichert.

### Schwerpunktaktion der Gewerkschaft
Ende 1960 wählte die IG Metall in verschiedenen Bezirken Unternehmen für sogenannte Schwerpunktaktionen aus, um dort die bislang schwache gewerkschaftliche Organisation und Mitgliedersituation zu verbessern. Ford zählte zu diesen Betrieben. Die Kampagne wurde vom neuen Bildungsexperten der IG Metall, Hans Matthöfer, koordiniert.
Von Schwerpunktaktionen versprach sich die Gewerkschaft nicht allein einen verbesserten Organisationsgrad in traditionell kaum erreichten Betrieben, sondern auch die Hebung des Organisationsgrades in der Metallindustrie insgesamt. Dieser war seit Anfang der 1950er Jahre rückläufig.

### Ford und Gewerkschaften
Matthöfer verfügte seit langem über exzellente Kontakte zu den United Automobile Workers (UAW). Dieser amerikanischen Gewerkschaft war es 1941 nach langen Kämpfen gelungen, das Ford-Werk am Firmensitz Dearborn nahe Detroit zu organisieren. Wenn die Ford-Aktion Erfolg haben würde, hätte sich vieles auch auf andere Unternehmen übertragen lassen – so das Kalkül. Das Unternehmen stand außerdem für eine epochemachende Arbeitsorganisation: den Fordismus. Ford erweiterte zudem seine Marktanteile in der expansiven deutschen Automobilindustrie.
Die Kontakte zur UAW gingen auf den USA-Aufenthalt Matthöfers zurück. Er hatte von August 1950 bis Juni 1951 an der University of Wisconsin in Madison studiert. Im Mittelpunkt hatten dabei die industrial relations gestanden sowie Theorie und Praxis der amerikanischen Gewerkschaften. Ferner war er in Kontakt zur Independent Socialist League um Max Shachtman gekommen, einer am Demokratischen Sozialismus orientierten Splitterpartei mit Einfluss in der UAW. Auf diese Weise hatte Matthöfer die Bandbreite des Demokratischen Sozialismus kennengelernt sowie den Umgang mit unkonventionellen Ideen und praktische Möglichkeiten zur Verbesserung von Gewerkschaftsarbeit vor Ort.

### Betriebsnahe Gewerkschaftspolitik
Für Matthöfer war Ford interessant, weil der Kampf um einen Betriebstarifvertrag der Einstieg für eine betriebsnahe Gewerkschaftspolitik hätte werden können. Ihm ging es in der Auseinandersetzung um die Chance, auch unter schwierigen Umständen eine betriebsnahe Tarifpolitik, Mitbestimmung am Arbeitsplatz und eine betriebsbezogene Bildungsarbeit eng miteinander zu verzahnen. Die Fokussierung der Gewerkschaftsarbeit auf betriebliche Belange war für ihn ausschlaggebend, um ihr neuen Schwung zu verleihen. Sie sollte – so Matthöfer rückblickend 1968 – die Gewerkschaftsmitglieder auffordern, sich vor Ort, vor allem im Betrieb, zu engagieren, damit Gefahren der gewerkschaftlichen Bürokratisierung und lähmende Routinen gebannt würden; das Ziel sei eine Demokratisierung der Verhältnisse. Nicht nur in Betrieben sei die Machtfrage zu stellen, sondern auch in der Gewerkschaft selbst. Entscheidungen würden weniger von Gewerkschaftsvorständen und Bezirksleitern getroffen werden, sondern in betrieblichen Gremien, beispielsweise betrieblichen Tarifkommissionen. An der Basis würde es um die Aktivierung der Gewerkschafter gehen, um die Gewinnung neuer Mitglieder, um Einfluss auf die Arbeitsbedingungen sowie um die Tarifierung von Löhnen und Gehältern.
Zentrale Akteure für diesen Prozess sollten nicht in erster Linie die gewerkschaftlichen Vertrauensleute oder Betriebsräte sein, sondern die sogenannten Bildungsobleute. Diese Aktivisten wurden von der unter Matthöfers Leitung stehenden Bildungsabteilung in großer Zahl ausgebildet – 1967 waren es bereits 4.000 – und mit modernen Lehrmaterialien ausgestattet. Das Lernen sollte dabei bei den aktuellen und alltäglichen Arbeitserfahrungen der Lernenden ansetzen. Mit Hilfe dieser Bildungsobleute sei es aussichtsreich, festgefahrene Konflikte zwischen Unternehmen und Gewerkschaften durch flexible und direkte Aktionen in Betrieben in Bewegung zu bringen. Dieser werde zu einem Ort des Kampfes, des Lernens und der Veränderung. Bewusstseinsbildung und Engagement der Gewerkschaftsmitglieder sowie Überwindung einer als Gefahr empfundenen Stagnation der Klassenauseinandersetzungen waren angestrebt. Im Ganzen handelte es sich um das Projekt einer Erneuerung der Gewerkschaften von innen heraus. Matthöfer entwickelte seine Überlegungen unter Rückgriff auf militärstrategische Ausführungen von Basil Liddell Hart und Erkenntnisse der westdeutschen Industrie- und Betriebssoziologie, die sich bereits in den 1950er Jahren als Kreis interessierter, empirisch arbeitender Soziologen sowie als Sektion der Deutschen Gesellschaft für Soziologie gefunden hatte.

## Durchführung

### Informationsbeschaffung
Über die konkreten Arbeitsbedingungen und über das Betriebsklima bei Ford lagen anfänglich nur wenige Informationen vor. Das resultierte aus dem geringen gewerkschaftlichen Organisationsgrad. Auch die zögerlich-abwehrende Position der um ihren Einfluss fürchtenden Kölner Verwaltungsstelle der IG Metall und des weitgehend autonom agierenden Betriebsrats unter Leitung von Peter Görres, einem charismatischen Arbeiterführer alten Stils, kamen hinzu.
Die Informationen wurden durch eine subversive Studie zum Betriebsklima erhoben. Den Auftrag dazu erhielt das Frankfurter Institut für Sozialforschung. Die Durchführung übernahmen 1961 überwiegend dem SDS angehörende Frankfurter Soziologiestudenten. 50 organisierte und 50 nicht-organisierte Arbeitnehmer wurden dazu in halbstandardisierten Hausinterviews befragt. Manfred Teschner und Michael Schumann leiteten die Untersuchung und werteten sie aus.
Zwei zentrale Ergebnisse kristallisierten sich unabhängig von der Gewerkschaftsmitgliedschaft der Befragten heraus: Zum einen galt das Arbeitstempo durch die hohe Geschwindigkeit des Fließbands als extrem belastend. Sie verlangte von den Arbeitern eine sehr hohe Leistung. Zum anderen übten die Befragten Kritik an der Willkür der Vorgesetzten. Im Mittelpunkt standen hier „Nasenprämien“, die die Meister willkürlich als Leistungsprämie gewähren oder entziehen konnten. In den Interviews stellte sich zudem eine überraschend hohe Bereitschaft heraus, der Gewerkschaft beizutreten. Der geringe Organisationsgrad hing also offensichtlich nicht damit zusammen, dass Ford-Arbeiter zufrieden waren und Gewerkschaften grundsätzlich für überflüssig hielten. Erkennbar wurde auch eine weit verbreitete Skepsis gegenüber dem Betriebsrat, diesem mangele es an Kontakt zur Basis.

### Betriebszeitung
Anfang 1961 hob Matthöfer eine Betriebszeitung aus der Taufe, die Tatsachen. Der Titel lehnte sich an die Ford Facts an, dem Organ der UAW für Ford-Mitarbeiter. Sie folgte dem Motto der anarcho-syndikalistischen Gewerkschaft Industrial Workers of the World: To Fan the Flames of Discontent (dt.: Die Flamme der Unzufriedenheit anfachen). Matthöfer betätigte sich als Herausgeber, als presserechtlicher Verantwortlicher (ab 1963), als Redakteur und oft auch als Autor für diese Zeitung. Tatsachen, dieser kollektive Organisator, sollte Argumente und Informationen der Gewerkschaften verbreiten, zum Gewerkschaftseintritt motivieren, für einen betrieblichen Tarifvertrag werben und Mythen über die Verhältnisse bei Ford zerstören. Zu diesen Mythen zählte die Behauptung, die Quote der Betriebsunfälle sei bei Ford unterdurchschnittlich. Tatsachen widerlegte diese Behauptung mit Zahlen und regte auf diese Weise die drastische Senkung der Unfallzahlen durch Schulung und Einsatz von Sicherheitsbeauftragten an. Das Medium griff die Sachverhalte auf, die zu besonders großer Unzufriedenheit mit der Arbeit führten. Um die vielen Katholiken in der Belegschaft anzusprechen, stellte Matthöfer immer wieder Bezüge zur katholischen Soziallehre her.

### Verdeckte Aktionen
Matthöfer hatte nacheinander zwei Unterstützer in der Kölner Verwaltungsstelle der IG Metall. Schon zu Beginn der Ford-Aktion gelang es dort dem ersten, Theo Röhrig, einen vollständigen Lochkarten-Satz der Ford-Belegschaft zu besorgen. Deren Auswertung und der Abgleich mit Ford-Organisationsplänen ergab, bei welchen Arbeitnehmern anzusetzen war, wenn es um Schlüsselstellen des Produktionsprozesses ging, auch bei eventuellen Streiks. Die Lochkarten waren zudem die Basis für detaillierte Karteien der Beschäftigten nach Gewerkschaftsmitgliedschaft, Wohnort, Geschlecht, Altersgruppe und Herkunft. Nachfolger von Röhrig in der Verwaltungsstelle wurde Karl Krahn, gelernter Kfz-Mechaniker, bei Ford eingesetzter Bandarbeiter und später Lehrstuhlinhaber für Industriesoziologie an der Universität Bielefeld. Er wurde allerdings entlassen, nachdem er auf einer Gewerkschaftsversammlung den IG-Metall-Bevollmächtigten des Bezirks Köln wegen dessen massiver Behinderung der Ford-Aktion kritisiert hatte.
Die spektakulärste Aktion war die Mitarbeit von Günter Wallraff, damals am Anfang seiner Laufbahn. Durch Vermittlung von Jakob Moneta, Chefredakteur von Metall und Freund Matthöfers, arbeitete dieser in der Lackiererei von Ford und verfasste darüber mehrere Artikel für die Metall. Mit anderen Reportagen später zu einem Buch zusammengestellt, erreichten sie hohe Auflagen.

### Erste Erfolge
Die Zahl der Gewerkschaftsmitglieder stieg und lag 1962 durchschnittlich bei 3.286, 1963 bei 4.002. Die Auflage der Tatsachen stieg ebenfalls. Die Aktivisten gewannen zunehmend Einfluss auf den Betriebsrat und die Vertrauensleute. Im April 1963 wurde der Betriebsrat neu gewählt, hier setzten sich die Aktivisten durch. Als Neumitglieder besetzten sie 25 von 28 Plätzen dieses Gremiums, bei den Wahlen erhielten die von Tatsachen unterstützten Kandidaten die meisten Stimmen. Auch der neue Betriebsratsvorsitzende gehörte zu den Befürwortern der Ford-Aktion.

### Verbandsmitgliedschaft von Ford und  Streikvorbereitung
Als nächsten Schritt der Ford-Aktion ging es nun um die Verhandlungen über einen Betriebstarifvertrag. Bevor darüber aber im Oktober 1963 nach langen Verzögerungen erstmals zwischen den potenziellen Vertragspartnern gesprochen wurde, war Ford zum 1. Mai 1963 dem Arbeitgeberverband beigetreten. Das Ford-Management behauptete, damit würden die im Flächentarifvertrag vereinbarten Arbeitsbedingungen, Löhne und Gehälter gelten. Die IG Metall betonte hingegen, der existierende Flächentarifvertrag enthalte gar keine Lohnrahmenbedingungen. Aus Gewerkschaftssicht existiere deshalb keine Friedenspflicht. Für eine betriebsnahe Betriebspolitik war der Eintritt von Ford in den Arbeitgeberverband ein Rückschritt, denn damit wurden Tarifentscheidungen nicht im Betrieb selbst getroffen, sondern betriebsfern. Auf Gewerkschaftsseite übernahmen die Funktionäre in der Kölner Bezirksverwaltung und im Frankfurter Gewerkschaftsvorstand die Zuständigkeit. Die Ford-Aktion verlor damit „ihren bisherigen experimentellen Spielraum“. Der Vorstand um Otto Brenner schlug aber zunächst einen scharfen Ton an und drohte mit Streik, wenn es nicht zu Verhandlungen über einen Betriebstarifvertrag kam. Matthöfer und seine Mitstreiter organisierten alles Notwendige, um für einen solchen Arbeitskampf gerüstet zu sein, der aus ihrer Sicht im März oder April 1964 zu führen sei. Mit Hilfe einer zweiten, im Frühjahr 1964 von infas durchgeführten Umfrage informierte sich die IG Metall erneut über die Stimmung in der Belegschaft. Die Erhebung zeigte unter anderem die Befürwortung eines Betriebstarifvertrages und eine hohe Streikbereitschaft, sowohl bei IG Metall-Mitgliedern als auch bei Unorganisierten. Weil Gespräche mit den Arbeitgebern nicht zustande kamen, erklärte der Gewerkschaftsvorstand im Mai 1964 das Scheitern der Verhandlungen. Die Urabstimmung wurde auf den 22. Juni festgelegt.

### Gerichtliche Auseinandersetzungen und Kompromiss
Die Unternehmensleitung von Ford unter ihrem amerikanischen Chef John S. Andrews reagierte mit einer Einstweiligen Verfügung, die der Gewerkschaft die Durchführung der Urabstimmung untersagte. Der Widerspruch der Gewerkschaft wurde am 26. Juni 1964 endgültig abgewiesen. Die anschließende gerichtliche Klärung folgte der herrschenden Meinung: Weil der Flächentarifvertrag für Ford gelte, müsse sich die Gewerkschaft an die Friedenspflicht halten, Urabstimmungen seien nicht zulässig.
Der Kölner Bezirksleiter der IG Metall erwies sich als Bremser jeder weiteren Initiative, doch noch zu einem Betriebstarifvertrag zu kommen. Der Vorstand der IG Metall suchte in einem Spitzengespräch mit Gesamtmetall nach einer gesichtswahrenden Lösung. Sie bestand in folgender Regelung: Die Gewerkschaft erkannte den Vorrang des Flächentarifvertrags an und auch die Friedenspflicht. Im Gegenzug sollten unverzüglich Verhandlungen über eine den Flächentarifvertrag ergänzende Regelung für Ford aufgenommen werden; die Entgelt- und Arbeitsbedingungen sollten als Zusatzvereinbarung zum Flächentarifvertrag so lange gelten, bis ein neuer Flächentarifvertrag diese Zusatzvereinbarung überlagert. Auch dieser Kompromiss bot noch Chancen, einen Betriebstarifvertrag zu erreichen. Die Arbeitgeberseite sträubte sich allerdings gegen alles, was den Anschein dieser Vertragsform annahm. Wichtiger aber war die Uneinigkeit im Arbeitnehmerlager: Der Kölner Bezirksleiter der IG Metall wollte kaum mehr, als die bisherige Lohndrift abzusichern. Die Bandgeschwindigkeit, Prämienregelungen oder die Organisation von Springern kümmerten ihn wenig. Aufgrund dieser Unstimmigkeiten kam keine Zusatzvereinbarung zum Flächentarifvertrag zustande. Schlussendlich blieb wieder nur eine Betriebsvereinbarung.

## Ergebnisse

### Mitgliederwachstum und Gremien
Hans Matthöfer zog sich im August 1964 aus der Führung der Aktion zurück, weil er kaum noch Einfluss auf die Ereignisse in Köln hatte. 1966 verfasste er den offiziellen Schlussbericht. Dieser verdeutlichte, dass die Zahl der Gewerkschaftsmitglieder von 1.000 auf 7.000 gewachsen war, das bedeutete jährlich eine Steigerung der Einnahmen durch Mitgliedsbeiträge um rund eine halbe Million DM. Der Organisationsgrad in den umliegenden Betrieben der Metallindustrie stieg ebenfalls, weil es bei Ford traditionell eine hohe Fluktuation gab. Zu den Erfolgen zählte Karl Krahn rückblickend auch die Etablierung eines Betriebsrats, der die innerbetrieblichen Probleme und Missstände angehen wollte, ferner den nun gewerkschaftlich orientierten Vertrauensleutekörper.

### Nicht erreichte Ziele
Der Einstieg in die betriebsnahe Gewerkschaftspolitik war jedoch nicht gelungen. Hans Matthöfer hatte sich und seinen Mitstreitern noch im Mai 1963 hohe Ziele gesteckt: Der Lebensstandard der Ford-Arbeiter sollte durch höhere Löhne und mehr Urlaub steigen; die Arbeitsbedingungen sollten besser werden; in der Lohnfindung sollte es gerechter zugehen; die Mitbestimmung am Arbeitsplatz sollte durchgesetzt werden; die Unfallquote sollte gesenkt und die Arbeitssicherheit erhöht werden; ein gewerkschaftlicher Organisationsgrad von 80 Prozent war angestrebt; der Kader der Vertrauensleute sollte 800 Mann umfassen; ein betriebsnaher Tarifvertrag sollte erreicht werden. In Anbetracht dieser Messlatte war die Ford-Aktion nicht erfolgreich.

### Spanisches Echo
Ein fernes Echo erzeugte die Kampagne nach dem Tod Francos (1975) in Spanien. Unter der Leitung von Carlos Pardo, eines von Hans Matthöfer unterstützen Sozialisten, wurden die Beschäftigten von Seat nach dem Muster der Ford-Aktion ab 1977 für die sozialistische Gewerkschaft Unión General de Trabajadores (UGT) gewonnen. Die UGT überflügelte dabei in einigen Seat-Werken die kommunistische Gewerkschaft Comisiones Obreras (CC.OO).

## Forschung

### Kritische Betrachtungen
1974, ein Jahr nach dem aufsehenerregenden wilden Streik bei Ford, setzten sich die drei Frankfurter Jura-Studenten Volker Delp, Lothar Schmidt und Klaus Wohlfahrt mit der Ford-Aktion auseinander. Sie fragten dabei, inwieweit bereits durch die Ford-Aktion Rahmenbedingungen geschaffen worden sind, die knapp ein Jahrzehnt später dazu führten, dass die bei Ford streikenden türkischen Arbeiter nicht vom Vertrauensleutekörper, dem Betriebsrat und der IG Metall unterstützt und von vielen deutschen Arbeitskollegen als Störer wahrgenommen wurden. Die Ford-Aktion sei, so die These, in der ersten Hälfte der 1960er Jahre gescheitert, weil es ein Bündnis zwischen der Kölner IG-Metall-Verwaltungsstelle und der Mehrheit des Frankfurter Gewerkschaftsvorstands gegeben habe. Diese beiden Gruppen hätten eine betriebsnahe Gewerkschafts- und Tarifpolitik abgelehnt und Letztere nur als Werbeversprechen eingesetzt, um Mitglieder zu gewinnen. Der Beitrag der Studenten übersah die Differenzen zwischen der Kölner Bezirksverwaltung und der Frankfurter Zentrale, die nach dem Verbot der Urabstimmung (Ende Juni 1964) in den Verhandlungen um einen Betriebstarifvertrag erkennbar wurden. Außerdem verstieg er sich zu der These, der Vertrauensleutekörper sei nach der Ford-Aktion korrumpiert worden. Die komplexen innergewerkschaftlichen Widersprüche wurden auf diese Weise „auf einen Basis-Apparat-Konflikt verkürzt“.
Peter Birke behandelte die Ford-Aktion in einem Abschnitt seiner 2007 publizierten Dissertation über wilde Streiks in Deutschland und Dänemark. Sie sei eine „Kopfgeburt“ gewesen, die Gruppe um Matthöfer habe wie traditionelle Arbeiterfunktionäre gedacht. Auch Birke sprach das Verhältnis von IG Metall und türkischen Gastarbeitern an. Er erblicke darin einen der Faktoren, die zum Scheitern der Ford-Aktion geführt haben. Der Anteil der meist türkischen Arbeiter an der Belegschaft im Kölner Ford-Werk habe bereits 1964 bei mehr als 30 Prozent gelegen; die von der Gruppe um Matthöfer gewählte Konzeption sei ohnmächtig geblieben im Hinblick auf diese gravierende Veränderung innerhalb der Belegschaft.

### Sozialwissenschaften und Gewerkschaften
Klaus Peter Wittemann, langjähriger Mitarbeiter am Soziologischen Forschungsinstitut Göttingen, setzte sich mehrfach mit der Ford-Aktion auseinander. Mehrere Aufsätze behandelten das Thema bereits Mitte der 1980er Jahre. 1994 legte Wittemann eine 300-seitige Monografie vor. Entstanden ist sie im Rahmen des Projekts „Industriesoziologie und IG Metall“. Es zählte zum Schwerpunktprogramm der Deutschen Forschungsgemeinschaft mit dem Titel „Verwendungszusammenhänge sozialwissenschaftlicher Ergebnisse“. Seine Beiträge erörterten die Möglichkeiten und Grenzen einer Zusammenarbeit von Gewerkschaftern und politisch links stehenden Sozialwissenschaftlern. Die Ford-Aktion betrachtete Wittemann als Fallbeispiel für eine solche Interaktion, bei der beide Seiten ein großes Interesse am Betrieb zeigten, dem Ort, der Arbeiter präge. Für Wittemann war das Wesentliche die Verwendung des erarbeiteten soziologischen Wissens. Der Optimalfall war für ihn, wenn „das neue Wissen die Verwender in die Lage versetzt, in den gegebenen Handlungsbedingungen Ressourcen zu entdecken, mit deren Hilfe eine veränderte Praxis möglich ist“.
Wittemann maß die Ford-Aktion an der wesentlich von Matthöfer ausgearbeiteten Strategie, durch eine betriebsnahe Gewerkschaftspolitik tatsächlich zu einer Mobilisierung der Arbeitnehmer und der Gewerkschaftsmitglieder sowie zu Machtveränderungen in Betrieb und Gesellschaft zu gelangen. Bezogen auf diese Ziele konstatierte er ein Scheitern.

### Biografische Einordnung

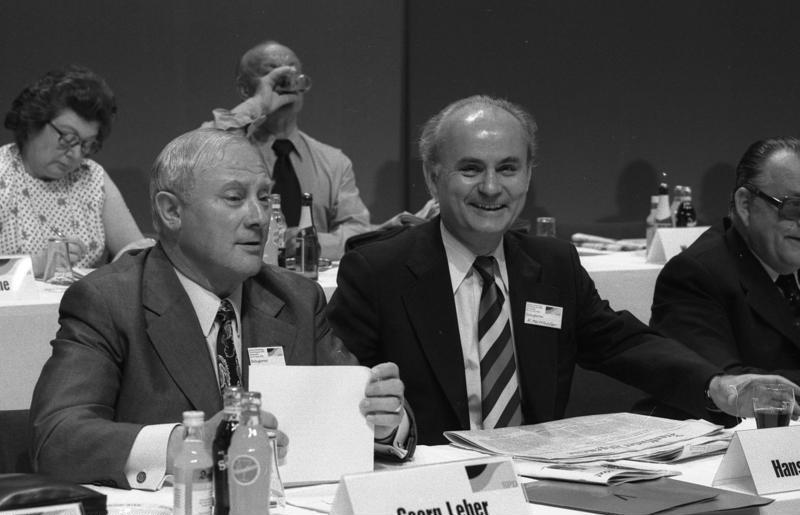
Matthöfer (rechts) mit Georg Leber (1976), zwei Gewerkschafter und SPD-Bundestagsabgeordnete mit Wahlkreisen in Frankfurt.

In seiner umfassenden Biografie über Hans Matthöfer ordnete der Wirtschaftshistoriker Werner Abelshauser die Ford-Aktion in den Lebensweg Matthöfers ein. Abelshauser machte darauf aufmerksam, dass sein Protagonist Ende 1960 drei umfangreiche Projekte gleichzeitig anging: die Ford-Aktion, den Umbau des Bildungswesens bei der IG Metall sowie seine (erfolgreiche) Kandidatur um ein Mandat für den Deutschen Bundestag. Matthöfer verband weitgefasste strategische Überlegungen mit Detailarbeit bei Planung und Durchführung der Kampagne. Auch Abelshauser bezeichnete den Ausgang der Ford-Aktion als Niederlage für Matthöfer, die sich dieser allerdings nie eingestand. Nach der Ford-Aktion befasste sich Matthöfer noch mit weiteren Schwerpunkt-Aktionen, beispielsweise bei der VDO Adolf Schindling AG, bei der AEG und bei Siemens. Aber auch in diesen Fällen, die Matthöfer als Fallstudien für die Bildungsarbeit ansah, blieben Erfolge, die deutlich über gesteigerte Mitgliederzahlen hinausgingen, aus.

## Anhang